# Zhou Yu (piragüista)
Zhou Yu (en chino: 周玉; Anshan, 23 de enero de 1989) es una deportista china que compite en piragüismo en la modalidad de aguas tranquilas. Ganó una medalla de bronce en el Campeonato Mundial de Piragüismo de 2015, en la prueba de K1 500 m.

## Palmarés internacional
| Campeonato Mundial | Campeonato Mundial | Campeonato Mundial | Campeonato Mundial |
| Año                | Lugar              | Medalla            | Competición        |
| ------------------ | ------------------ | ------------------ | ------------------ |
| 2015               | Milán (Italia)     | Medalla de bronce  | K1 500 m           |